# Brian escribe un Bestseller
Brian Writes a Bestseller (titulado Brian escribe un Bestseller en Hispanoamérica y en España) es el sexto episodio de la novena temporada de la serie de televisión de comedia animada Padre de familia. Fue estrenado en FOX en los Estados Unidos el 21 de noviembre de 2010. La trama del episodio se centra en Brian, que al publicar un libro de autoayuda se convierte en un éxito total, contrata a Stewie como su Publicista, sin embargo, la fama de Brian lo hace actuar agresivo.
El episodio fue escrito por Gary Janetti y dirigido por Joseph Lee. Recibió elogios de los críticos por su historia y numerosas referencias culturales. Según Nielsen, fue visto en 6,59 millones de hogares en emisión original. El episodio aparece artistas invitados de Dana Gould, Arianna Huffington, Christine Lakin, Bill Maher, Katie Sah y Ashley Tisdale, junto con varios actores de doblaje invitados recurrentes de la serie. Fue anunciado por primera vez en el Convención Internacional de Cómics de San Diego 2010.

## Argumento
Recibiendo cientos de paquetes en el correo electrónico que contiene copias sin vender de su Antigua novela fallida "más rápido que la velocidad del amor", Brian está convencido de que no está destinado a ser un escritor y se rinde. Mientras lee The New York Times, Brian descubre que un libro de autoayuda es el libro de mayor venta en las lista de best sellers, y después de un poco de persuasión efectiva por Stewie, decidide a escribir su propio libro con el fin de demostrar que los libros de autoayuda son inútiles. Acabado que en tres horas y titulándose Deséalo, quiérelo, hazlo, Brian publica el libro, y de inmediato se convierte en un éxito comercial. Brian decide contratar a Stewie (Debido a las asombrosas conexiones que lo ayudaron a publicar el libro) como su publicista Cuando el libro se convierte en popular. Yendo a cenar más tarde esa noche con Stewie, Brian reflexiona sobre su nueva fama y con el tiempo se convierte en un grosero con Stewie. Él se enfureció cuando Stewie fracasa en sus reservas para la cena y castiga a Stewie haciéndole caminar solo hasta el hotel. Tratando de conciliar su relación con Brian, Stewie le consigue a él una aparición en el programa de entrevistas Real Time with Bill Maher.
En el camerino, Stewie y Brian son informados de que el tema del programa y sus invitados se han cambiado dos horas antes del inicio del espectáculo. Culpando de todo a Stewie, Brian se enfurece con él por lo que lo despide; no obstante, se dirige al panel del programa. Mientras que en el show Bill Maher, junto con otros panelistas Arianna Huffington y Dana Gould, comienzan a criticar el libro de Brian, afirmando que no responde a las expectativas del público y es poco profundo, repetitivo, banal e inútil. Brian Intenta defenderla, a la postre de confesar que escribió el libro en un día, con la creencia de que sólo venden debido a que es "porquería". Tocando ese punto, Maher pierde todo respeto por Brian, declarando que un verdadero escritor se sostendría por su trabajo a pesar de lo que piensen los demás. Al tratar de pensar en una manera de recuperar su popularidad, Brian se orina en el set del programa, lo que provocó Maher airadamente a perseguirlo fuera del aire en el programa con un periódico. Humillado, Brian intenta pedir disculpas a Stewie y termina con la idea que Stewie fue quien hizo que todos los problemas y él era grosero a esperar demasiado de Stewie. Dándose cuenta de que no dirá una mejor disculpa, Stewie le dice a Brian en seco que él no sirve para escribir.

## Producción y desarrollo

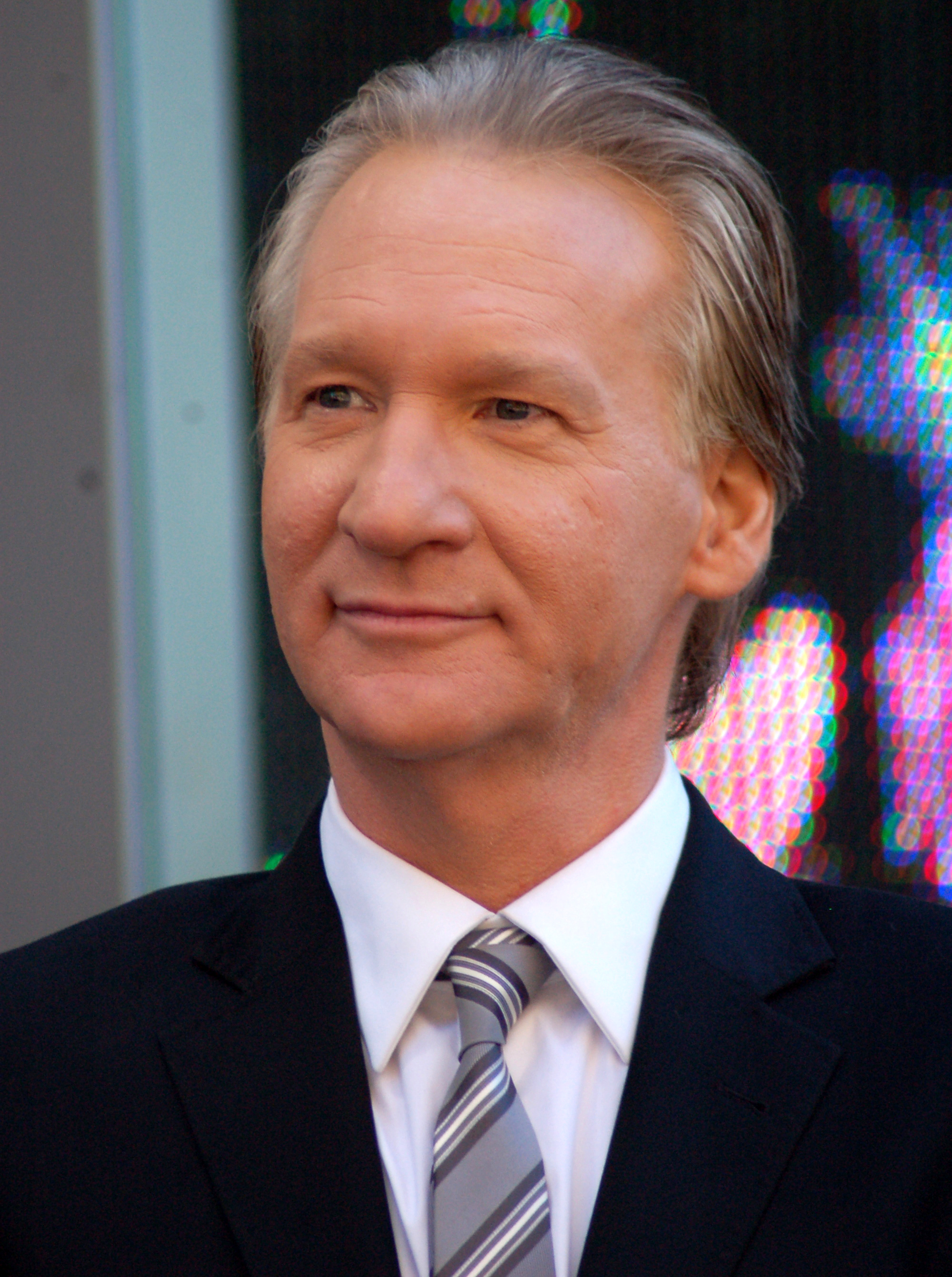
Bill Maher apareció en Imagen Real, con su programa Real Time with Bill Maher.

El episodio fue anunciado por primera vez en el Convención Internacional de Cómics de San Diego 2010 por Steve Callaghan, El episodio fue escrito por Gary Janetti, y dirigido por Joseph Lee antes de la conclusión de la octava temporada. El episodio cuenta con un segmento de imagen real con el programa de entrevistas de HBO Real Time with Bill Maher. Con Brian Griffin Animado, Bill Maher aparece junto con Dana Gould y Arianna Huffington.

## Recepción
"Brian Writes a Bestseller" fue transmitido el 21 de noviembre de 2010, como parte de una noche animada en televisión de FOX, y fue precedido por Los Simpson y el spin-off de Padre de familia, The Cleveland Show, y seguido por un episodio de American Dad. Fue visto por 6.590.000 espectadores, según Nielsen, a pesar de transmitirse simultáneamente con los 38o Premios American Music en ABC, Undercover Boss en CBS y Sunday Night Football de la NBC. El episodio Adquirió una calificación de 3.3 en el grupo demográfico 18-49, superando a American Dad! y The Cleveland Show, además venciendo a significativamente a ambos en audiencia total.
Todd Vanderwerff de The AV Club dio a "Brian escribe un bestseller" una crítica positiva, escribiendo que tenía: "Casi todo lo que se pide de la serie: una historia que se acaba de presentar lo suficiente para mantener los chistes que vienen, con los dos mejores personajes de la serie [...] Una gran cantidad de bromas a expensas del ego de Brian y un objetivo satírico que no es un objetivo exactamente fresco por lo menos deja el show room para maniobrar ", sin embargo, criticó la secuencia con Brian en tiempo real con Bill Maher, que calificó de " desconcertantemente pobre". Él calificó el episodio B.
Jason Hughes de TV Squad Elogió la sátira del episodio del libro de autoayuda, diciendo: "Envolviendo el mensaje en humor es una forma inteligente de hacer que la gente piense quizá en ello."